# Лейк-Вілледж (Індіана)
Лейк-Вілледж (англ. Lake Village) — переписна місцевість (CDP) в США, в окрузі Ньютон штату Індіана. Населення — 748 осіб (2020).

## Географія
Лейк-Вілледж розташований за координатами 41°7′51″ пн. ш. 87°26′20″ зх. д. / 41.13083° пн. ш. 87.43889° зх. д. (41.130830, -87.439024).  За даними Бюро перепису населення США в 2010 році переписна місцевість мала площу 10,21 км², уся площа — суходіл.

## Демографія
Згідно з переписом 2010 року, у переписній місцевості мешкало 765 осіб у 281 домогосподарстві у складі 212 родин. Густота населення становила 75 осіб/км².  Було 313 помешкання (31/км²).
Расовий склад населення:
| - 96,9 % — білих - 0,8 % — чорних або афроамериканців - 0,5 % — корінних американців - 0,4 % — азіатів - 1,3 % — осіб інших рас |

До двох чи більше рас належало 0,1 %. Частка іспаномовних становила 2,6 % від усіх жителів.
За віковим діапазоном населення розподілялося таким чином: 26,0 % — особи молодші 18 років, 58,3 % — особи у віці 18—64 років, 15,7 % — особи у віці 65 років та старші. Медіана віку мешканця становила 38,2 року. На 100 осіб жіночої статі у переписній місцевості припадало 95,2 чоловіків;  на 100 жінок у віці від 18 років та старших — 92,5 чоловіків також старших 18 років.
Середній дохід на одне домашнє господарство  становив 56 872 долари США (медіана — 38 417), а середній дохід на одну сім'ю — 50 491 долар (медіана — 40 000). За межею бідності перебувало 4,2 % осіб, у тому числі 0,0 % дітей у віці до 18 років та 0,0 % осіб у віці 65 років та старших.
Цивільне працевлаштоване населення становило 354 особи. Основні галузі зайнятості: будівництво — 22,3 %, освіта, охорона здоров'я та соціальна допомога — 20,1 %, роздрібна торгівля — 19,8 %.